# ポルシェ・928
ポルシェ928（Porsche 928 ）は、ポルシェが1978年に発売したスポーツカーである。スポーツ性能とラグジュアリー性を兼ねた車両として企画され、生産された。928は一部の911オーナーも取り込むことに成功した。

## 概要
1972年、ポルシェとピエヒの一族は、株式は保有するものの、会社とは直接的な関わりを持たない体制に移行し、経営はフェリー・ポルシェからエルンスト・フールマンへと引き継がれることになった。デザイン部門も、911を担当したブッツィ・ポルシェの後を受けて、ラリー・シノダとともにGMのビル･ミッチェルの下でデザインを担当していたアナトール・ラパインが責任者の地位に就いた。
1973年、その当時の社長のフールマンが、911に代わる新たな主力モデルとすべく、当時911よりも上級であったジャガー・Eタイプやアストンマーティン、フェラーリのV型12気筒モデルなどのプレミアム・スポーツ、また高級パーソナルクーペのBMW・6シリーズやメルセデス・ベンツ・SLCクラスなどをターゲットに企画、開発され、1977年3月に新世代ポルシェのフラグシップとして登場した。デザインを担当したのはハーム・ラガーイとヴォルフガング・メビウス（Wolfgang Mobius）である。
駆動ユニットは自社製のV型8気筒エンジンをフロントミッドシップに搭載したFRで、トランスアクスルが採用され、車重の理想的な前後配分に貢献している。当時の911とは異なりエンジンは水冷で、コグドベルト駆動、ハイドローリック・タペットなど当時の新鋭技術を満載している。燃料供給は当初ボッシュKジェトロニック。
トランスミッションは5速MTとメルセデス・ベンツ製3速ATから選択できたが、日本では初期型の928および928S、またMT専用の928GTを除いてAT車の割合が圧倒的に高い。928S4からはATが4速になっているが、Dレンジは2速発進からの自動変速であり、登坂などは1速ホールドとなるGレンジを選択する。
旋回中にかかる横荷重により、アウト側の後輪が機械的に最大2度トーをイン側に向けてリアのコーナリングフォースを安定させ、従来モデルよりも安定したコーナリングを可能とする「ヴァイザッハ・アクスル」（Weissach Axle ）が採用された。この考え方は後の日本車に搭載された四輪操舵（4WS）や、メルセデス・ベンツがW201（190シリーズ）から採用したマルチリンク式サスペンションに大きな影響を与えている。
内装はメーターパネル全体がハンドルと一緒にチルトし調整できるシステムを採用している。T字型のなだらかで乗員を包むデザインのダッシュボード形状は、20系ソアラやZ32型日産・フェアレディZ、ホンダ・NSXなど、1980年代中盤以降の日本車に多く採用された。
バッテリーボックスは、荷重を50対50に近づけるとともに共振を抑えるスタビライザーとするためトランスミッションに固定されている。
外装は全体的に卵形のシルエットにポップアップ式ヘッドランプを採用しているのが特徴で、ライトを点灯すると、前方に目が飛び出たように見える。また、北米の安全基準に適合したボディ一体型の衝撃吸収バンパーも装着している。
進化系のS4に関しては、そのコンセプトが後のフェラーリ・テスタロッサやフェラーリ・456に影響を与えたとされる。
ほぼすべてが専用設計でありポルシェ量産車のフラグシップとして生産されていたが、ポルシェの経営悪化に伴い1995年に生産中止された。以降、928の実質的な後継車は発表されていない。
幾多の年次改良は施されたものの、ポルシェの単一車両型式としては930型ポルシェ・911（1975年 - 1989年）の15年、ポルシェ・356（1948年 - 1965年）の18年を上回り最長寿である。1978年にはヨーロッパ・カー・オブ・ザ・イヤーを受賞しているが、これは現在までスポーツカーで唯一の受賞となっている。

## 歴史
- 928（1978年発売） - ボアφ95mm×ストローク78.9mm[5]で4,474cc[5]、圧縮比8.5[1]で230英馬力（以降hp）/5,250rpm[1]、35.0kgm/3,600rpm[1][6]で最高速度230km/h[7]または240km/h[2]。5MTまたは3AT[2]。ホイールは15in[1]または16in[2]。1981年から圧縮比9.0に向上するとともにボッシュLジェトロニックに変更し、231仏馬力（以降PS）/5,500rpm[5]、36.7kgm/4,000rpm[5]に向上、1982年モデルまで928Sと併売された。
- 928S（1980年ヨーロッパとオーストラリアで発売、日本では1981年から発売） - ボアφ97mm×ストローク78.9mmの4,664cc[5]に排気量拡大、燃料噴射装置をボッシュL-ジェトロニックに変更し日本仕様270PS/5,750rpm[5]、ドイツ仕様は300PS/5,900rpm[7]。トルクは39.2kgm/4500rpm[5]で最高速度250km/h[7]。電動シートをオプション設定。ステアリングが4本スポークとなった。フロントスポイラーを装備。全高を31mm低い1,282mmに変更。ホイールは16in。ノーマルの928と併売された。
1983年のル・マン24時間耐久レースで同モデルがグループBで出走。レースリザルトは周回数不足で順位付かず。
- 928S2（1984年発売） - 265馬力。
- ドクターズカー（Doctor's Car 、1984年ワンオフ製作） - フェリー・ポルシェの75歳を祝って、ホイールベースやルーフラインを延長しスポーツワゴン風に仕立てられたフル4シーターモデル。完成直後世界中の自動車メディアに紹介されたが、市販化は財政的問題などで行なわれていない。このモデルには量産モデルのパイロット生産品としての側面もあり、5リッターエンジンや新形状のリヤバンパー、当時としては画期的なプロジェクターヘッドランプがいち早く導入されていた。現在は本社隣接のポルシェ・ミュージアムに所蔵されている。

- 928S2（1985年発売） - 4,957ccに排気量拡大するとともにDOHC32バルブとし292PS/5,750rpm[8]、42kgm/2,700rpm[9]。最高速度247km/h[8]、日本仕様は240km/h。ボッシュLH-ジェトロニック[9]に変更。
- 928S4（1987年発売[10]） - 320PS/6,000rpm[10]、43.9kgm/3,000rpm[10]。最高速度270km/h[10]。前後のランプ、バンパー変更、リアスポイラー変更し、空力を向上した。
- H50コンセプト（1987年試作車） - 前述ドクターズカーを4ドア化したモデル。
- 928S4エクスクルーシヴ（1991年発売）
- 928GT（1990年発売） - インテークポートやカムの変更で330PS/6,200rpm[11]、43.9kgm/4,800rpm[11]に出力アップし最高速度275km/hに向上した。またサスペンションチューニングを受けていた[12]。5MTのみ[12]。
- 928GTS（1992年発売） - ボアφ100mmのままストロークを伸長して5,396cc[3]に排気量拡大し340PS/5,700rpm[3]、50.9kgm/4,250rpm[3]、最高速294km/h。全長4,515mm、全幅1,845mm、全高1,330mm、ホイールベース2,485mm、車両重量1,660kg。運転席、助手席にエアバッグを装備した。日本でもMT/ATが選択できた[3]。

## 画廊

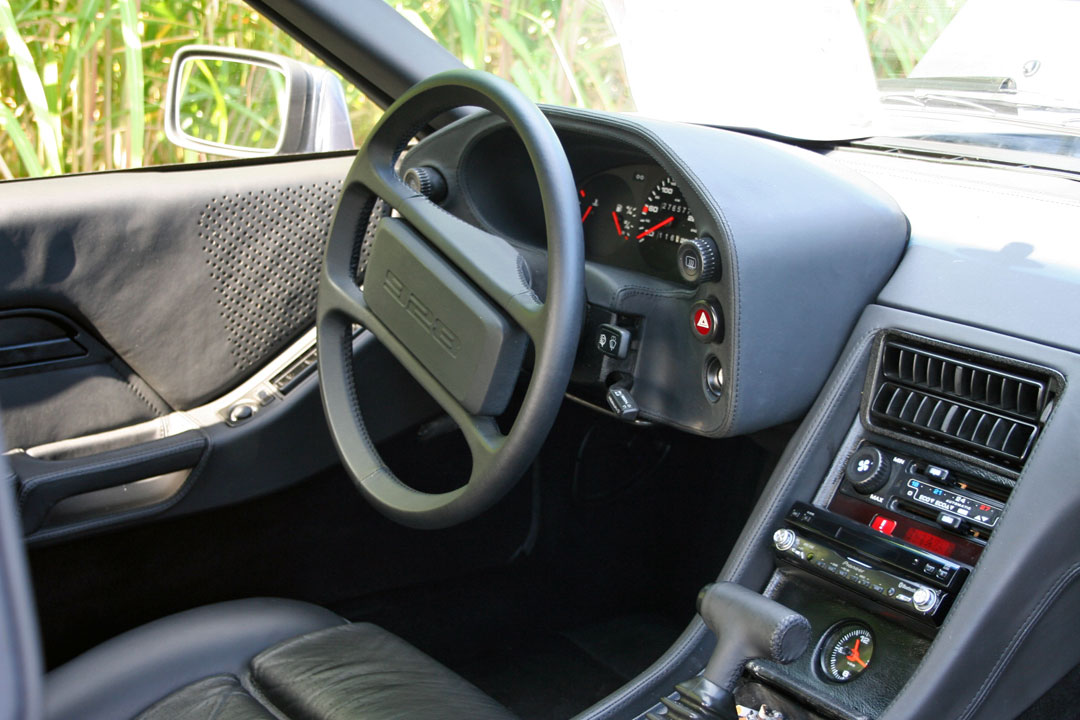
運転席
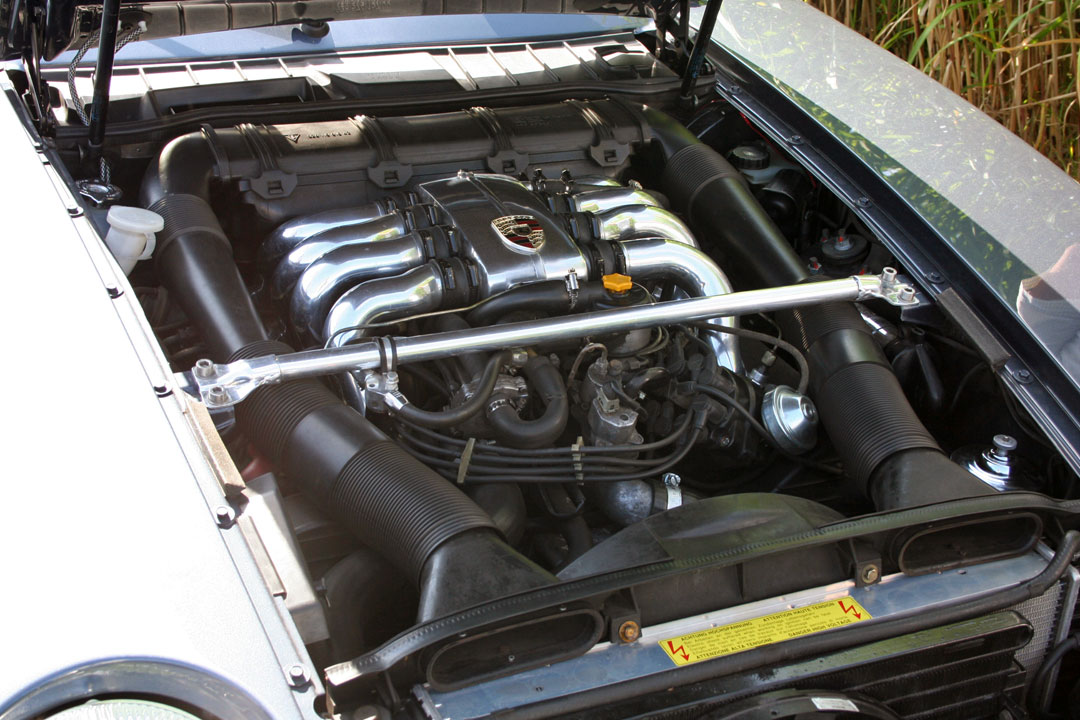
エンジンルーム
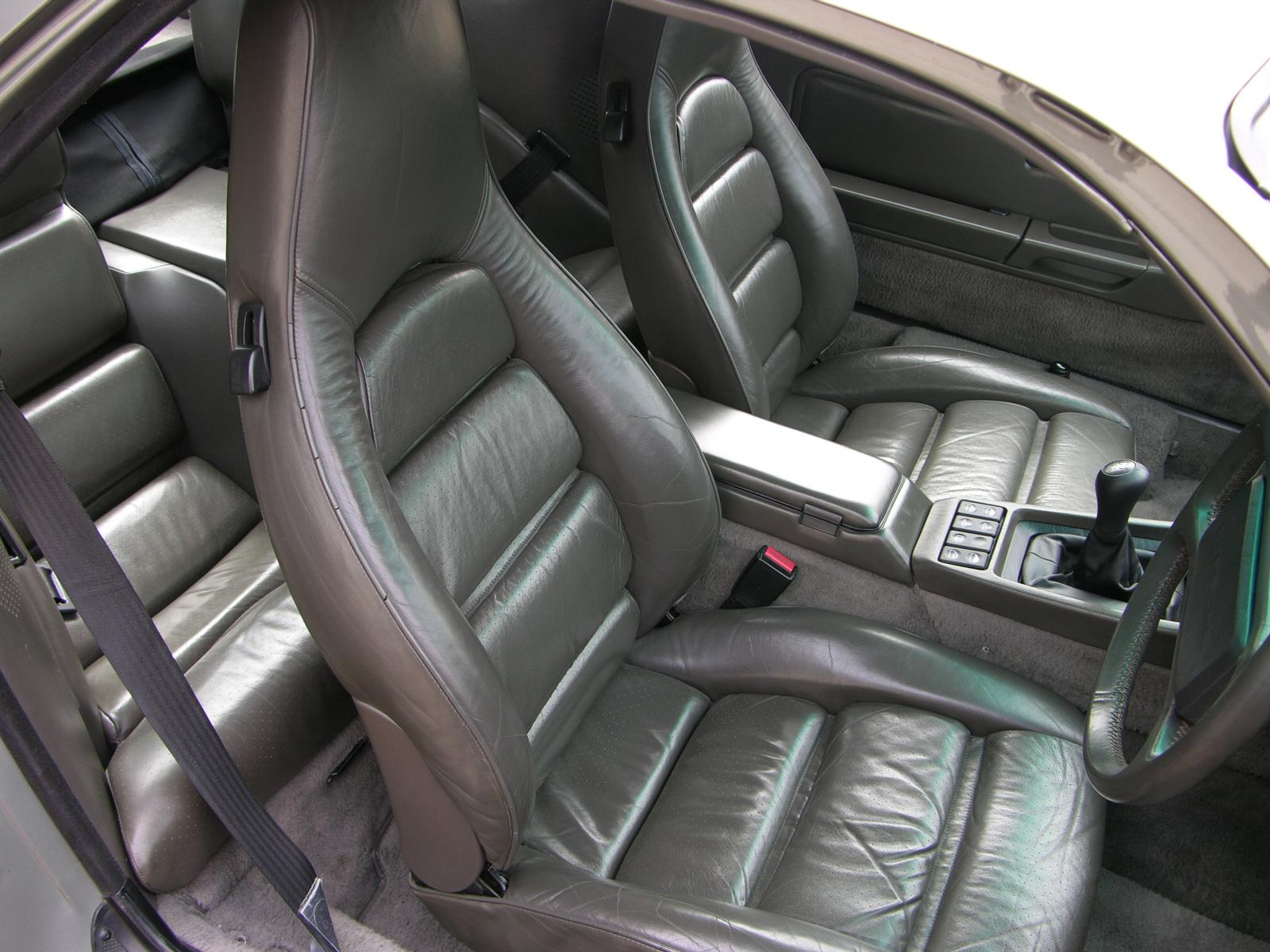
室内
後方斜め後ろから撮影。